# Episodi di Non uccidere (prima stagione)
La prima stagione della serie televisiva Non uccidere, composta da 12 episodi, è stata trasmessa in prima visione assoluta in Italia da Rai 3 dall'11 settembre 2015 al 22 febbraio 2016, suddivisa in due parti: la prima è andata in onda fino il 16 ottobre 2015, mentre la seconda dal 9 gennaio 2016.
| nº | Titolo      | Prima TV Italia   |
| -- | ----------- | ----------------- |
| 1  | Episodio 1  | 11 settembre 2015 |
| 2  | Episodio 2  | 18 settembre 2015 |
| 3  | Episodio 3  | 25 settembre 2015 |
| 4  | Episodio 4  | 2 ottobre 2015    |
| 5  | Episodio 5  | 9 ottobre 2015    |
| 6  | Episodio 6  | 16 ottobre 2015   |
| 7  | Episodio 7  | 9 gennaio 2016    |
| 8  | Episodio 8  | 16 gennaio 2016   |
| 9  | Episodio 9  | 23 gennaio 2016   |
| 10 | Episodio 10 | 30 gennaio 2016   |
| 11 | Episodio 11 | 6 febbraio 2016   |
| 12 | Episodio 12 | 22 febbraio 2016  |

## Episodio 1
- Diretto da: Giuseppe Gagliardi
- Scritto da: Claudio Corbucci, Beppe Fiore e Stefano Grasso.

### Trama
Il corpo di una giovane promessa dei tuffi viene ritrovato nello scantinato di un palazzo abbandonato. Le indagini, condotte da Valeria Ferro, giovane ispettore capo della sezione omicidi di Torino, si indirizzano inizialmente sul direttore di un supermercato, e quindi sul padre della ragazza, istruttore di nuoto. La ricerca del compratore del vistoso rossetto usato dalla ragazza pochi giorni prima della sua scomparsa, consentirà a Valeria Ferro di risalire al vero colpevole.
Nel frattempo, Giacomo, fratello di Valeria, è riuscito ad ottenere la scarcerazione anticipata della madre, in carcere da 17 anni per l'omicidio del marito. Ma c'è un problema: Giacomo non ha mai informato Valeria della imminente liberazione della madre.
- Guest star: Gianmarco Tognazzi (Giancarlo Damiano), Bebo Storti (presentatore Lamberto Lamberti), Mihaela Irina Dorlan (Martina), Renato Liprandi (notaio)
- Ascolti Italia: telespettatori 1.016.000 - share 4,36% [4]

## Episodio 2
- Diretto da: Giuseppe Gagliardi
- Scritto da: Claudio Corbucci

### Trama
L'uccisione nella sua abitazione del banchiere Leonardo Mantovani sembra la conseguenza di una rapina finita male, ma alcuni indizi convincono Valeria Ferro che si tratti dell'esecuzione di un omicidio su commissione. I sospetti si indirizzano su Filippo, il più giovane dei tre figli del banchiere, chiaramente terrorizzato dall'idea che il dispotico padre avrebbe presto scoperto il suo fallimento negli studi universitari. Ma i sospetti ricadono anche su Paolo Perrone, vicedirettore della banca, che aveva appena appreso dalla madre di essere anch'egli figlio di Leonardo Mantovani (la madre dice frutto di una breve relazione clandestina) e che, alla lettura del testamento del banchiere, si scopre essere il principale beneficiario dell'eredità. Le indagini si complicano con il suicidio di Filippo, incapace di reggere la pressione e i sospetti anche della madre. La svolta avviene con il casuale ritrovamento di  refurtiva proveniente dall'abitazione di Mantovani sull'auto di un tossicodipendente e grazie alle intuizioni di Valeria Ferro, che consentono di risalire a chi ha effettivamente commissionato l'omicidio.
Nel frattempo, Lucia, madre di Valeria e Giacomo Ferro, uscita di prigione con un anno di anticipo, viene accolta nella casa dei due figli, ma Valeria, incapace di perdonarle l'omicidio del padre, se ne va, ospitata dall'amante, il suo superiore Lombardi.
- Guest star: Domenico Diele (Leonardo Mantovani), Mariella Valentini (Eleonora Mantovani), Elisa Sednaoui (Eva Mantovani), Giovanni Anzaldo (Paolo Perrone), Anita Zagaria (Angela Perrone), Roberto Gudese (Filippo Mantovani), Gianni Bissaca (Don Bruno), Martina Hamdy (modella)
- Ascolti Italia: telespettatori 924.000 - share 3,99% [5]

## Episodio 3
- Diretto da:
- Scritto da:

### Trama
Quando Graziano Torri, ombroso titolare di un laboratorio di tatuaggi, denuncia la scomparsa della moglie Alessandra Cravero, figlia di un imprenditore del luogo, il primo sospettato di un possibile omicidio della donna è proprio lui, noto donnaiolo e, si dice, interessato solo ai beni di famiglia della moglie. Graziano si dichiara però innocente, spiegando che proprio poche ore prima della scomparsa, la moglie gli aveva annunciato di essere incinta, a riprova della ritrovata armonia coniugale. Anche Mario Cattaneo, devoto collaboratore di Graziano, conferma il nuovo atteggiamento più responsabile del suo principale. Il padre di Alessandra, convinto della uccisione della figlia, promette una lauta ricompensa a chi ne troverà il corpo; tra i tanti che si precipitano sul posto alla ricerca del cadavere, arriva anche Dalmassi, nella speranza di recuperare da Cravero quel risarcimento che anni addietro gli aveva negato quando Alessandra aveva investito la figlia, causandone la disabilità. Dopo aver trovato il cellulare di Alessandra, subito rintracciato dalla polizia, Dalmassi tenta di ricattare Graziano, provocandone la violenta reazione, a cui scampa solo per il commovente intervento della figlia disabile.
Valeria Ferro, pur trovando prove di nuove avventure amorose di Graziano, è costretta a rilasciarlo per mancanza di indizi; sarà ancora una volta la sua abilità nell'interpretare i più piccoli dettagli di un'indagine, a farle scoprire quel particolare che la porterà, pur rischiando la vita, ad individuare chi ha ucciso Alessandra.
Nel frattempo, a seguito di un drammatico confronto nel quale Valeria ha manifestato tutta la sua insofferenza per la presenza di chi ha ucciso suo padre, Lucia comprende di non poter continuare a vivere nella stessa casa della figlia.
- Guest star: Alessandro Borghi (Graziano Torri), Valentina Cenni (amante di Graziano), Diego Ribon (Dalmassi, padre di Azzurra), Giorgio Del Bene Cravero, suocero di Torri), Jerry Mastrodomenico (Mario Cattaneo), Cristina Marino (Mirella Cera), Diego Casale (cuoco).
- Ascolti Italia: telespettatori 979.000 - share 3,97% [6]

## Episodio 4
- Diretto da:
- Scritto da:

### Trama
Sulle rive del Po viene ritrovato il cadavere di Stefania, una ragazza che lavorava in un monastero benedettino. Valeria Ferro sospetta dell'amante di Stefania, giovane rampollo di una ricca famiglia torinese, che però riesce a fornire un alibi. Le indagini si spostano all'interno del monastero e coinvolgono Chiara, una novizia in procinto di prendere i voti, che si scopre essere uscita di nascosto dal monastero assieme a Stefania proprio la sera della sua morte. La ricostruzione degli incontri di quella ultima sera consentirà di scoprire il nome dell'assassino.
Nel frattempo Valeria si mette alla ricerca di sua madre e la ritrova a casa di Monica, ex compagna di cella di Lucia.
- Guest star: Camilla Semino Favro (suor Chiara), Antonio Zavatteri (Pietro De Masi), Fabio Ghidoni (Michele Gervasini), Valentina Bartolo (Monica Ribichini, ex compagna di cella di Lucia Ferro), Massimo Bagliani (avvocato Conforti).
- Ascolti Italia: telespettatori 1.068.000 - share 4,09% [7]

## Episodio 5
- Diretto da: Giuseppe Gagliardi
- Scritto da: Stefano Grasso, Claudio Corbucci, Peppe Fiore, Monica Zapelli

### Trama
Amina, una giovane musulmana, viene trovata gravemente ferita con un coltello, ma non vuole rivelare chi l'ha colpita. La giovane è malvista dalla sua comunità che la considera troppo occidentale: questo mette in difficoltà la sua famiglia, in particolare la sorella Rachida, che vede sfumare il suo matrimonio con Alì, la cui famiglia ha scoperto che Amina frequenta un uomo italiano. Qualche giorno dopo Amina viene trovata uccisa: il primo indagato è l'ex fidanzato, ma gli elementi sulla scena del delitto lo scagionano.
Intanto a casa di Valeria piomba Monica, la compagna di cella di Lucia, a cui manifesta un attaccamento morboso e ricattatorio
- Guest star: Ahmed Hefiane (Mohamed, padre di Amina), Angelo Campolo (Hasan, fratello di Amina), Beniamino Brogi (Fabrizio Cerri, fidanzato di Amina), Antonio Gerardi (Mauro Curti, amante di Amina), Anna Ammirati (Elena Curti), Valentina Bartolo (Monica Ribichini).
- Ascolti Italia: telespettatori 875.000 - share 3,36% [8]

## Episodio 6
- Diretto da: Giuseppe Gagliardi
- Scritto da:

### Trama
Una donna trova la figlia morta dopo averla lasciata in auto per pochi minuti. Valeria Ferro, non convinta delle accuse rivolte immediatamente alla madre, indaga su un uomo che è stato visto passare vicino all'auto, ma il testimone ritratta il riconoscimento dell'uomo quando si rende conto di essere stato influenzato da sua moglie che ha scoperto essere l'amante del padre della bimba uccisa. L'unica spiegazione dell'omicidio sembra essere un raptus della madre, ma Valeria si mette alla ricerca dei precedenti casi di scomparsa di minorenni.
Intanto, Monica, l'ex compagna di cella di Lucia, convince Valeria ad incontrare la persona che può rivelare fatti che scagionerebbero la madre dall'uccisione del padre.
- Guest star: Anna Bellato (Arianna Lancise), Stefano Cassetti (Francesco De Leo, marito di Arianna), Stefano Scherini (tennista), Davide Paganini (Massimo Perini), Elisabetta Piccolomini (madre di De Leo), Mario Zucca (avvocato di De Leo), Valentina Bartolo (Monica Ribichini), Bebo Storti (Lamberto Lamberti), Annamaria Malipiero (Vera).
- Ascolti Italia: telespettatori 972.000 - share 3,7% [9]

## Episodio 7
- Diretto da: Giuseppe Gagliardi
- Scritto da: Claudio Corbucci

### Trama
Gloria viene ritrovata morta in casa, colpita da un punteruolo. Sono molti i sospettati della sua uccisione: il figlio Stefano, ragazzo violento e geloso, la collega Roberta, che ha scoperto che Gloria è l'amante di suo marito, l'avvocato Persico, datore di lavoro di Gloria da lei minacciato di denuncia per stalking. Il padre di Gloria, Vittorio, è invece convinto che, nonostante l'alibi, sia stato l'ex marito Lorenzo e per questo lo sequestra e lo tortura per fargli confessare l'omicidio della figlia.
Intanto Valeria, non convinta dalle spiegazioni date da Lucia, cerca di convincere Lombardi a riaprire le indagini sulla uccisione del padre.
- Guest star: Teco Celio (Vittorio Severini), Michele Di Mauro (Matteo Fresi, amante di Gloria Severini), Lisa Galantini (moglie di Fresi)
- Ascolti Italia: telespettatori 1.332.000 - share 5,79% [10]

## Episodio 8
- Diretto da: Giuseppe Gagliardi
- Scritto da: Claudio Corbucci, Peppe Fiore e Stefano Grasso

### Trama
Il professore del liceo linguistico della città muore investito da un pirata della strada, ma Valeria scopre che l'uomo era appena precipitato dalla stanza di un albergo dove viene trovato il corpo di una studentessa, allieva proprio del professore. Le indagini fanno emergere un giro di prostituzione minorile di cui l'albergo era la base per gli appuntamenti. La moglie del professore rifiuta l'idea che il marito fosse coinvolto nel giro e convince Valeria a proseguire le indagini.
Intanto ad un incontro tra Lucia e Giulio, fratello del marito, si intuisce che i due avevano una relazione segreta.
All'oscuro di tutto questo, Valeria si trasferisce proprio a casa di Giulio, dopo che questi le ha rivelato che Lucia ha ucciso suo padre perché aveva deciso di andarsene.
- Guest star: Francesco Acquaroli (preside), Anita Kravos (Antonella Paris), Walter Leonardi (padre di Sofia), Mia Benedetta.
- Ascolti Italia: telespettatori 1.228.000 - share 5,06% [11]

## Episodio 9
- Diretto da:
- Scritto da:

### Trama
Il proprietario di un locale gay viene ucciso con un colpo alla testa in una zona industriale. A Valeria Ferro sembra che il proprietario di un magazzino lì vicino nasconda un segreto.
- Guest star: Miro Landoni, Giampiero Judica, Giulia Innocenti (Jessica), Pierangelo Menci (Nicola Bosio), Silvia Gallerano.
- Ascolti Italia: telespettatori 1.046.000 - share 4,5% [12]

## Episodio 10
- Diretto da: Giuseppe Gagliardi
- Scritto da:

### Trama
Subito dopo un concerto, una violinista viene uccisa. Questa volta però non è l'ispettore Ferro, impegnata a Roma, a indagare bensì Andrea Russo.
- Guest star: Fabrizio Contri (Maurizio Ferrara), Mario Sgueglia (Simone Piras), Pamela Villoresi (Adele Ferrara), Astrid Casali (Federica Ferrara).
- Ascolti Italia: telespettatori 925.000 - share 4,04% [13]

## Episodio 11
- Diretto da: Giuseppe Gagliardi
- Scritto da: Claudio Corbucci e Stefano Grasso

### Trama
Il corpo senza vita di un professore universitario di matematica, Emanuele Sarti, viene ritrovato sotto un tunnel nel parco del Valentino. Valeria nota che sulle pareti del tunnel qualcuno ha trascritto difficili formule matematiche e scopre che il senzatetto che pernotta sotto il tunnel è Enrico Sarti, il fratello del professore, anch'egli matematico, scomparso dieci anni prima. 
Nel frattempo Lombardi ottiene il permesso per un nuovo sopraluogo nella casa in cui è stato ucciso il padre di Valeria e scopre tracce di sangue sfuggite alle precedente indagini.
- Guest star: Tommaso Ragno (Boris), Davide Lorino (Mirco), Cristina Pasino (Maria Sole Sarti), Paola Lavini.
- Ascolti Italia: telespettatori 1.085.000 - share 4,70% [14]

## Episodio 12
- Diretto da: Giuseppe Gagliardi
- Scritto da: Claudio Corbucci e Stefano Grasso

### Trama
All'apparenza l'uccisione di un'intera famiglia sembra l'ennesimo caso di omicidio-suicidio da parte del capofamiglia Sandro, ma Valeria scopre ben presto che si tratta di una messinscena. Il figlio più piccolo, di soli sei anni, viene trovato sano e salvo, nascosto nel bagagliaio dell'auto, ma, sotto choc, non parla e non può spiegare cosa è successo. Gli strani spostamenti di Sandro e del cognato Ruggero nel paese di montagna dove la famiglia ha una casa vacanza inducono ad indagare su un mistero avvenuto nel passato. Ma Valeria deve risolvere anche il mistero legato alla morte di suo padre: per questo sottopone la madre Lucia a uno dei suoi più drammatici interrogatori che si concluderà con una sconvolgente verità.
- Guest star: Maurizio Lombardi (dottor Sergio Avigliano), Andrea Bruschi (Fabio, fratello di Patrizia), Gianluca Gobbi (Ruggero, cognato di Patrizia), Silvia Degrandi (Benedetta, sorella di Patrizia)
- Ascolti Italia: telespettatori 1.171.000 - share 4,25% [15]